# Te soñaré
Te soñaré es una canción de la banda mexicana Vázquez Sounds. Se estrenó el 11 de marzo de 2014. La canción está incluida en el disco Invencible, que contiene diez canciones inéditas.

## Letra y dedicación
"Te soñaré" está inspirado en el amor universal y al gran poder que tienen los sueños en los seres humanos, y es lo que buscan transmitir a sus fanes, indican los chicos mexicanos originarios de Mexicali, Baja California. Dedicado al amor universal y al gran poder que tienen los sueños en todo ser humano, pues representan una motivación para lograr lo que queremos, para luchar por nuestras metas, para actuar y para concebir sueños mucho más altos.

## Vídeo musical
El video fue grabado en Los Ángeles, bajo la dirección de Carlos López Estrada  y muestra a Vázquez Sounds en un mundo de ensueño.

## Lista de canciones
| «Te soñaré - Single» |             |          |  |
| N.º                  | Título      | Duración |  |
| 1.                   | «Te soñaré» | 2:42     |  |